# Саманта Егар
Саманта Егар (енгл. Samantha Eggar) је британска глумица, рођена 5. марта 1939. године у Хампстеду, Лондон (Енглеска).